# Odontognathus mucronatus
Odontognathus mucronatus is een straalvinnige vis uit de familie van haringen (Clupeidae), orde haringachtigen (Clupeiformes), die voorkomt langs de Atlantische kusten van Zuid-Amerika, van Trinidad tot Rio de Janeiro in Brazilië.

## Beschrijving
De vis kan een maximale lengte bereiken van 16 centimeter. De kop is concaaf.
De vis heeft één rugvin en één aarsvin. Er zijn 70 tot 85 vinstralen in de aarsvin.

## Leefwijze
Odontognathus mucronatus komt zowel in zoet, zout als brak tropisch water voor op een diepte van maximaal 40 meter.

## Relatie tot de mens
De vis is voor de visserij van beperkt commercieel belang. De soort staat niet op de Rode Lijst van de IUCN.